# Paul Smart
Pour les articles homonymes, voir Smart (homonymie).
Paul Smart est un skipper américain né le 13 janvier 1892 et mort le 22 juin 1979. Il est le père du skipper Hilary Smart.

## Carrière
Paul Smart est sacré champion olympique de voile en Star aux Jeux olympiques d'été de 1948 de Londres. Il est un des rares sportifs américains, avec Everard Endt, à avoir obtenu une médaille d'or olympique en étant quinquagénaire.